# Bembrops heterurus
Bembrops heterurus är en fisk som beskrevs  1903 av Miranda Ribeiro. Arten ingår i släktet Bembrops och familjen Percophidae.
Den förekommer i västra Atlanten, utanför Rio de Janeiro och Brasilien, och vidare till Uruguay. I östra Atlanten, utanför Mauretanien till de yttersta norra vattnen i Namibia, förekommer också en art som beskrivits som Bembrops heterurus men sannolikheten att det rör sig om samma art är liten, men ytterligare taxonomiska klargöranden behövs.
Inga underarter finns listade.